# 푈데시 언도르

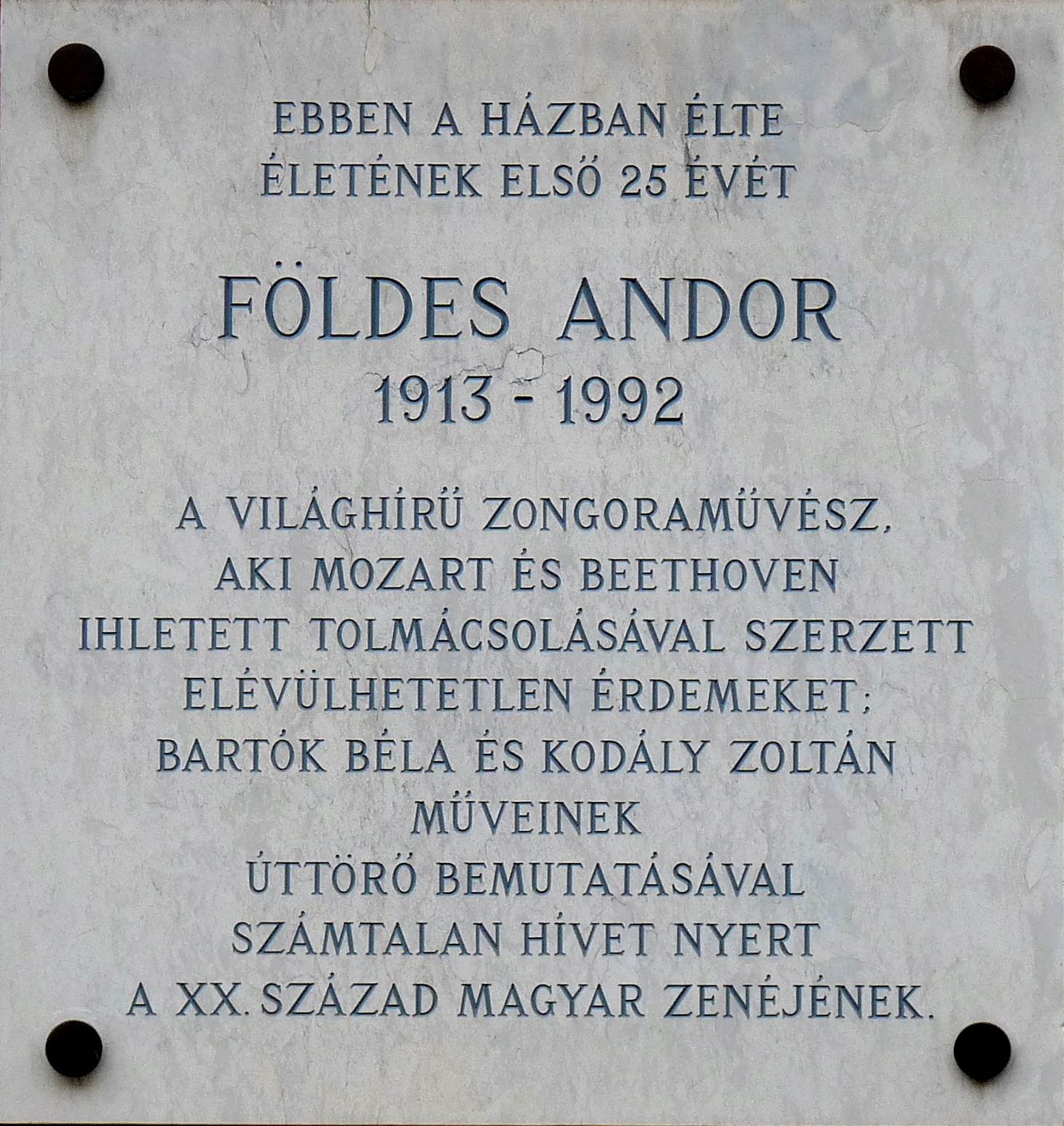

푈데시 언도르(헝가리어: Földes Andor, 1913년 12월 21일 ~ 1992년 2월 9일)는 헝가리의 피아니스트이다.
부다페스트에서 태어났다. 버르토크 작품 연주에 정평이 있다. 협주곡 〈황제〉등의 음반이 외국에 많이 팔렸다. 교육가적인 면도 볼 수 있다.
1940년대에 미국 국적을 취득했다. 1992년 2월 9일 자택에서 78세의 나이로 사망했다.